# Deganwy
Deganwy é uma pequena cidade com cerca de 3700 habitantes no condado de Conwy, País de Gales, Reino Unido. Está localizada ao sul de Llandudno e ao leste da cidade de Conwy. A cidade é conhecida por seu castelo, o Castelo de Deganwy, construído por volta do século VI e renovado várias vezes com o passar do tempo.